# Kralingseveer

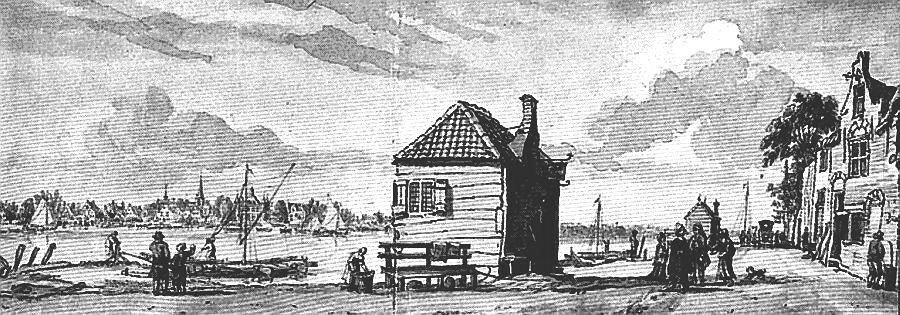
Het Kralingse veer in 1750

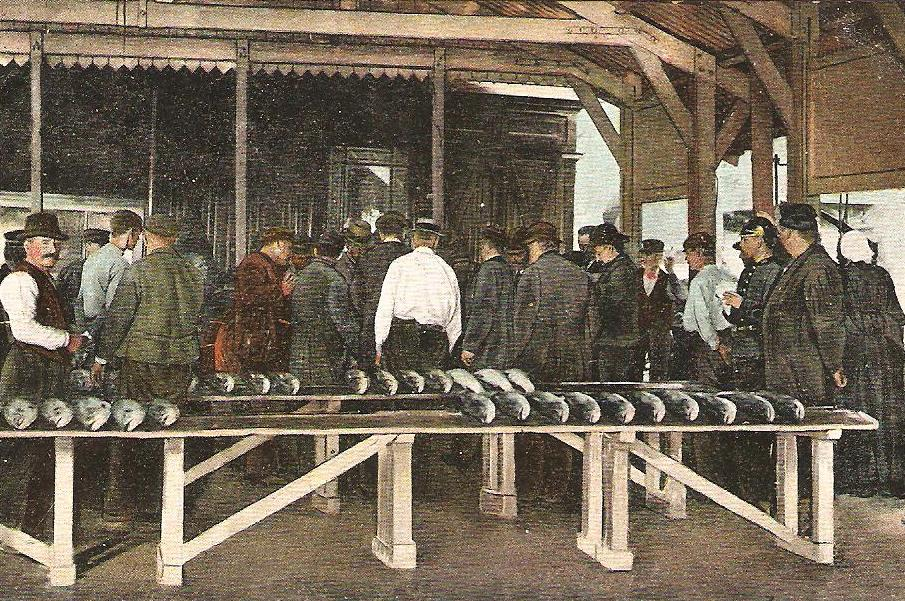
Zalmafslag Kralingsche Veer 1905

Kralingseveer, ook gespeld als Kralingse Veer, is in 1941 door Rotterdam geannexeerd van Capelle aan den IJssel en is sindsdien een kleine wijk in het stadsdeel Prins Alexander in het oosten van de gemeente Rotterdam. Sinds 1978 grenst het door een grondruil met Capelle aan den IJssel niet meer rechtstreeks aan Rotterdam.
De wijk ligt ten noorden van de Nieuwe Maas, oostelijk van de Van Brienenoordbrug en is omsloten door de gemeente Capelle aan den IJssel: het bedrijfsterrein Rivium aan de west- en noordkant en de wijk Keten aan de oostkant. Aan de Nieuwe Maas bevindt zich het haventje dat Kralingseveer bekend heeft gemaakt. In de wijk staat de Laankerk, onderkomen van de Hersteld Hervormde Gemeente Rotterdam Kralingse Veer.

## Geschiedenis
De naam Kralingseveer herinnert aan het overzetveer van Kralingen naar IJsselmonde. Dit veer wordt in een oorkonde uit 1333 genoemd, maar is waarschijnlijk veel ouder. Het zou best kunnen dat het veer een schakel vormde in een heerweg van het Romeinse Rijk.
Rond het veer ontstond in de loop van de tijd een herberg, de woning van de veerman, een stalling voor paarden en vestigden zich er vissers die (onder andere) visten op zalm.

### Zalm
De zalmvisserij was een belangrijke inkomstenbron en zorgde voor groei van de nederzetting. In het midden van de achttiende eeuw wordt de aanpak professioneler en komt er een marktgebouw en een visafslag aan de Schaardijk. Kralingseveer had in die tijd de grootste zalmafslag van Nederland; genaamd Zalmhuis. Eind negentiende eeuw verminderden de vangsten sterk. Volgens het Algemeen Handelsblad werden er eind december 1889 nog 140 zalmen in een week aangevoerd. Ze werden verkocht voor twee gulden per half kilo. De zalm raakte in de verdrukking door de normalisatie van de Rijn, overbevissing en toenemende watervervuiling. De vis verdween ten slotte geheel uit de Nieuwe Maas. In 1955 werd het gebouw van de visafslag gesloopt.
In 2002 is het Zalmhuis herbouwd en huisvest het een restaurant.

### Sloop
Kralingseveer is gebouwd aan Schielands Hoge Zeedijk. Bij de watersnoodramp van 1953 brak deze dijk bijna door. In 1955 werden daarom in opdracht van het hoogheemraadschap van Schieland de huizen langs de dijk gesloopt om een dijkverzwaring mogelijk te maken. Hiermee verdween een belangrijk deel van de oorspronkelijke bebouwing van Kralingseveer.